# Râul Mocirla, Pârâul Beldii
Râul Mocirla este unul din cele două brațe care formează Pârâul Beldii. 